# جار الله السواط
جارالله بن وصل بن محمد السواط النفيعي العتيبي شاعر نبطي سعودي مخضرم. برز في شعر المحاورة وشعر الحكمة. ولد في منطقة السر قرب الطائف عام 1354/7/1هـ.

## حياته
بدأ الشعر في عمر صغير في عام 1366هـ. وله العديد من القصائد في شعر الحكمة والموعظة،  خاض ميادين المحاورات في السعودية والكويت وقطر والخليج العربي عموما وتحاور مع كبار شعار المحاورة مثل بن سليم وعبادل المالكي وعطيه الصانع وأحمد الناصر وصياف الحربي ومحمد الجبرتي وبن تويم الثبيتي وبكر الحضرمي ومحمد بن جرشان ومطلق الثبيتي ومستور العصيمي وعبد الله المسعودي وهلال السيالي ورشيد الزلامي ومع عدد شعراء الخليج.
بدأت حياته الشعرية بشعر الرد في مكة. حيث قارع كبار شعراء الرد هناك واحتك بهم وهو بسن صغير. حضر الحفلة التي أقيمت لتولي الملك سعود رحمه الله الحكم وكان صغيرالعمر فقال عنه الملك سعود الشاعر الصغير بعمره الكبير في شعره.
تميز بسرعه البديهة والفطنة وسرعة الرد في الشعر وبقوه الشعر ودفن معانيه وعرف ببدعاته الشعرية الفريدة والجميلة والغريبة. ويحظى بجماهريه كبيره جداً، حصل على العديد من الألقاب منها لقب «المحارب». كان من المؤسسين لبرنامج البادية مع الأديب مطلق مخلد الذيابي والشاعر محمد سعيد الذويبي حيث أنه أول برنامج بادية يبث من خلال الإعلام السعودي. له العديد من الأسطوانات الغنائية بصوته وبعزف الفنان طارق عبد الحكيم وسلامة العبد الله. ترك الغناء مبكرا وكان حريصا على إتلافها قدر ما يستطيع له ديوان شعري واحد، وكان يستعد لطباعة الديوان الثاني.

## وفاته
وتوفي رحمه الله في فجر يوم الثلاثاء 28/3/1438 هـ الموافق 27/12/2016 في الطائف عن عمر 81 عام.ودفن في مكة، أوصى قبل مماته أن يصلى عليه بالحرم المكي . ونفذت وصيته رحمه الله واسكنه فسيح جناته.